# يوهان موسكيرا
يوهان موسكيرا (بالإسبانية: Yohn Geiller Mosquera)‏ هو لاعب كرة قدم كولومبي في مركز الوسط، ولد في 15 أبريل 1989 في Turbo, Colombia ‏ في كولومبيا. لعب مع إنديبندينتي ميديلين ونادي باهيا.

## وصلات خارجية
- يوهان موسكيرا على موقع قاعدة بيانات كرة القدم.إي يو (الإنجليزية)
- يوهان موسكيرا على موقع Soccerway.com (الإنجليزية)
- يوهان موسكيرا على موقع AS.com (الإسبانية)